# Lutz Taufer
Lutz Manfred Taufer (Alemanya, 26 de març de 1944) és un activista polític alemany, exmilitant de la segona generació de la Fracció de l'Exèrcit Roig (RAF). El 1977 va ser condemnat a dues penes de presó perpètua per, entre altres coses, dos càrrecs d'assassinat conjunt juntament amb la de presa d'ostatges.

## Trajectòria
El 1970 va començar a militar a l'Oposició Extraparlamentària (APO) de Heidelberg, concretament al Col·lectiu Socialista de Pacients (SPK) i al Comitè Antitortura de Heidelberg, fins que el 1971 es va integrar al grup armat de la Fracció de l'Exèrcit Roig (RAF). El 24 d'abril de 1975 va participar en l'acció de l'«escamot Holger Meins» responsable de la presa d'ostatges de l'ambaixada de l'Alemanya Occidental a Estocolm, en la qual van morir dos ostatges, Andreas von Mirbach i Heinz Hillegaart, així com els segrestadors Ulrich Wessel i Siegfried Hausner. Els quatre membres supervivents de l'escamot, Karl-Heinz Dellwo, Hanna Krabbe, Bernhard Rössner i Lutz Taufer van ser arrestats. El 20 de juliol de 1977 va ser condemnat a dues penes de presó perpètua per, entre altres coses, dos càrrecs d'assassinat conjunt juntament amb el de presa d'ostatges i l'intent de coacció a un òrgan constitucional. Va complir la condemna a la presó de Celle i a la de Schwalmstadt i, en aquesta última, va ser atès per la supervisora de presoners Eva Haule, que posteriorment militaria a la RAF.
El 1992, alguns membres de l'organització revolucionària, com Taufer i Dellwo, van anunciar una moratòria de l'acció armada i, per tant, van ajudar a aconseguir el final de la RAF. Fins i tot van declarar la seva intenció d'utilitzar les forces armades per no continuar la lluita després del seu alliberament. Aquesta declaració de renúncia a la violència va ser vista com a positiva per la Fiscalia Federal. L'11 de febrer de 1993, el Tribunal Regional Superior de Düsseldorf va rebutjar la sentència i les condemnes de Dellwo, Krabbe i Taufer van ser posades en suspensió després que els condemnats s'haguessin negat a sotmetre's a un examen psiquiàtric abans de la vista oral. L'octubre de 1993 es va produir la ruptura del col·lectiu penitenciari quan la majoria dels presos de la RAF va acusar Knut Folkerts, Dellwo i Taufer per dur a terme negociacions secretes ambel govern alemany amb l'objectiu d'abandonar la lluita armada a canvi d'alliberar presos.
Després de 20 anys empresonat, 17 en règim d'aïllament, el 25 d'abril de 1995 va sortir de la presó. Entre el 15 i el 24 de maig de 1997 es va organitzar a Zuric el congrés "Informes provisionals: revolta, militància i revolució", en el qual antics presoners de la RAF, com ara Taufer, van exposar unànimement que la pràctica de la lluita armada ja no era un problema. El 1998 va declarar que algunes solucions per la militància de la RAF que seguia encausada podria ser l'amnistia, la renúncia a la crida i cerca i la possibilitat de l'exili. Cap al 1999 es va traslladar a l'Uruguai per viure amb la seva germana, i el 2002 al Brasil, on va treballar una dècada pel Servei Mundial per la Pau a les faveles de Rio de Janeiro. A principis del 2012 va tornar a Alemanya per anar a viure a Berlín. El juny de 2017, l'editorial berlinesa Assoziation A va publicar la seva autobiografia Über Grenzen. Vom Untergrund in die Favela (ISBN 978-3-86241-457-4).